# Conservatorio de Música de Murcia

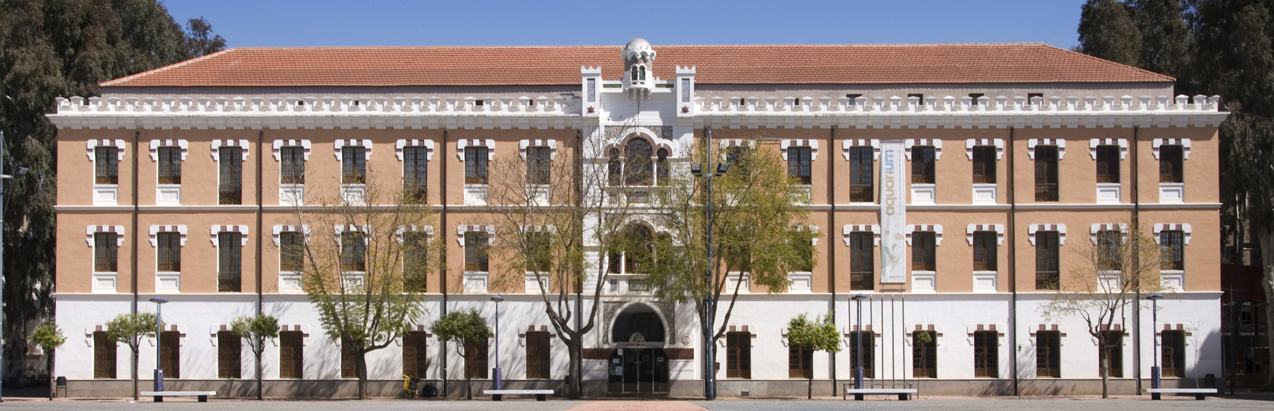
Fachada del Conservatorio de Música de Murcia

El Conservatorio de Música de Murcia está situado en el Barrio del Carmen de Murcia, concretamente en la C/.Cartagena, Nº74 (Antiguo Cuartel de Artillería, Edificio 3). En él se pueden cursar Grado Elemental (compuesto por cuatro años) y Grado Profesional (compuesto por seis años).

## Historia
Su creación se remonta al 1917, año en el que se redactaron los estatutos y se designó el profesorado que iniciaría las actividades docentes tras la reunión que realizaron Pedro Jara Carrillo, Isidoro de la Cierva, Emilio Díez de Revenga, Angel Guirao, Antonio Ruiz-Funes y Mariano Sanz Fargas, entre otros (apasionados por la cultura de Murcia). Nace así un centro de enseñanza musical cuya presidencia es ejercida por Isidoro de la Cierva.
En 1918 inicia oficialmente el curso 1918/1919 impartiendo las clases en las Escuelas Graduadas de Santo Domingo, y en 1920 por cesión del Ayuntamiento de Murcia las clases se trasladan al Teatro Romea. 
En 1931., el Decreto de 11 de mayo establece la denominación de Centro Oficial del Estado, dejando de ser patronato fundacional.
En 1942, por el Decreto de 15 de junio el Conservatorio de Murcia alcanza el grado Profesional.
Finalmente, en 1966 se publica el Decreto 2618/1966 que instaura un Plan de Estudios de Música y nombra a todos los Conservatorios que existían (el único Superior era el Real Conservatorio de Madrid acompañado de cinco Profesionales: el de Córdoba, Málaga, Murcia, Sevilla y Valencia). En el de Murcia también se daban las clases correspondientes a las enseñanzas de Arte Dramático y Danza.

## Grado Elemental
Para poder acceder a este Grado es necesario realizar una prueba organizada en tres partes:
1. A: relativa a la psicomotricidad: ejercicios de expresiones corporales, juegos de movimiento, etc.
2. B: relativa a la entonación: entonar modelos melódicos sencillos y cantar una canción.
3. C: relativa al ritmo: imitación de modelos rítmicos y acompañar una canción con un patrón rítmico.

Para evaluar los exámenes se tendrá en cuenta la capacidad de realizar de manera coordinada los ejercicios propuestos, la capacidad de repetir modelos melódicos entonando adecuadamente, la capacidad de cantar la canción con las características melódicas que posea, la capacidad de mantener el pulso constante en los modelos rítmicos indicados y la capacidad de acompañar correctamente con un patrón rítmico.
La nota final se obtendrá a partir de las siguientes proporciones:  
- Parte A: 20%
- Parte B: 40%
- Parte C: 40%

Estas pruebas son las que se llevan a cabo si lo que desea la persona es entrar al primer curso, de no ser así el participante tendrá que realizar un ejercicio de entonación y otro de audición (del instrumento que desee como especialidad).  

## Grado Profesional
La prueba de acceso a enseñanzas profesionales está organizada en cuatro partes:
1. Ejercicio de ritmo.
2. Ejercicio de entonación.
3. Ejercicio de audición.
4. Teoría musical.

Las especialidades que se cursan en el Conservatorio son las siguientes: acordeón , arpa, canto, clarinete, clave, contrabajo, fagot, flauta travesera, flauta de pico, guitarra, instrumentos de púa, oboe, órgano, percusión, piano, saxofón, trombón, trompa, trompeta, tuba, viola, violín y violonchelo.
Además, esta institución tiene lugar certámenes,  intercambios,  conciertos, cursos de música, actos conmemorativos...